# Aeroportul Charleroi – Bruxelles Sud
Aeroportul Charleroi – Bruxelles Sud (IATA: CRL, ICAO: EBCI) este un aeroport din Charleroi, Arrondissement of Charleroi⁠(d), Hainaut, Valonia, Belgia ce deservește zona Charleroi. Aeroportul a fost tranzitat în 2022 de 8.272.000 de pasageri. A fost deschis în 1919 și numit după Bruxelles.
Situat la o altitudine de 187 m, aeroportul dispune de 1 pistă.

## Infrastructură

### Piste
Aeroportul dispune de o singură pistă. Pista are orientarea 07/25.